# Arnaldo Momigliano
Arnaldo Dante Aronne Momigliano (geboren 5. September 1908 in Caraglio, Piemont; gestorben 1. September 1987 in London) war ein italienischer Althistoriker, der für seine Arbeiten zur Historiographie bekannt wurde. Momigliano gilt als einer der bedeutendsten Altertumswissenschaftler des 20. Jahrhunderts.

## Leben
Geboren wurde Momigliano in ein streng orthodox-jüdisches Elternhaus. Seine Eltern und viele seiner Familienangehörigen überlebten den Holocaust nicht.
Er studierte Klassische Philologie und Geschichte in Rom und Turin. 1936 wurde er Professor für römische Geschichte an der Universität Turin, aber als Jude verlor er diese Position bereits 1938 aufgrund der antijüdischen Gesetze des italienischen Faschismus. Momigliano übersiedelte daraufhin nach Großbritannien, wo er blieb. Nachdem er einige Zeit an der Oxford University gelehrt hatte, wechselte er an das University College London, wo er von 1951 bis 1975 Professor für Alte Geschichte war. Im Laufe seiner Karriere lehrte er im Rahmen diverser Gastprofessuren, unter anderem an der École normale supérieure und an zahlreichen Hochschulen in Israel. Zuletzt war er Gastprofessor für Alte Geschichte an der Scuola Normale Superiore in Pisa und Alexander-White-Visiting-Professor an der University of Chicago. Momigliano war zudem Inhaber zahlreicher Ehrendoktorwürden. 1960 wurde er mit einem Antonio-Feltrinelli-Preis ausgezeichnet. Seit 1954 war er Mitglied der British Academy. 1965 wurde er in die Königlich Niederländische Akademie der Wissenschaften, 1969 in die American Philosophical Society, 1971 in die American Academy of Arts and Sciences und 1978 in die Académie des Inscriptions et Belles-Lettres gewählt.

## Forschung
Der universal gebildete Wissenschaftler beschäftigte sich in der Hauptsache mit der Geschichte der antiken griechischen, römischen und jüdischen Welt und ihren Wechselwirkungen. Meist verfolgte er die Frage nach den historischen, ideologischen und politischen Voraussetzungen, unter denen Historiker – auch moderne – Geschichte schreiben. Somit ist Momigliano einer der Pioniere der Geschichte der Geschichtsschreibung. Eines seiner Hauptforschungsgebiete war die Wissenschaftsgeschichte der Antike und des Humanismus – hier besonders die des deutschen Sprachraumes. Momigliano beschäftigte sich auch mit der Spätantike und war dabei in den 1950er und 60er Jahren neben Arnold Hugh Martin Jones und Ronald Syme einer der einflussreichsten Forscher.
In den 1930er Jahren schrieb er zahlreiche Biographien für die Enciclopedia Italiana, und in den 1940er und 1950er Jahren steuerte er Biographien für das Oxford Classical Dictionary und die Encyclopædia Britannica bei. Momigliano verfasste zahlreiche Monografien und hunderte wissenschaftliche Aufsätze und Studien.
Ein Teil seiner Essays wurden postum in einzelnen Bänden gesammelt und publiziert.

## Schriften (Auswahl)
- Ausgewählte Schriften zur Geschichte und Geschichtsschreibung. Metzler, Stuttgart 1998/2000, ISBN 3-476-01514-9

1. Glenn W. Most (Hrsg.): Die alte Welt. 1998, ISBN 3-476-01511-4.
2. Wilfried Nippel (Hrsg.): Spätantike bis Spätaufklärung. 1999, ISBN 3-476-01512-2.
3. Anthony Grafton (Hrsg.): Die moderne Geschichtsschreibung der alten Welt. 2000, ISBN 3-476-01513-0.

- Wege in die alte Welt. Neuaufl. Fischer-Taschenbuch-Verlag, Frankfurt/M. 1995, ISBN 3-596-12285-6 (Nachdruck der Ausgabe Berlin 1991).
- The Classical Foundations of Modern Historiography („Le radici classiche della storiografia moderna“). University Press, Berkeley, Calif. 1991, ISBN 0-520-06890-4.
- Die Juden in der Alten Welt  (= Kleine kulturwissenschaftliche Bibliothek. Bd. 5). Wagenbach, Berlin 1988, ISBN 3-8031-5105-8.
- On Pagans, Jews and Christians. University Press, Middletown, Conn. 1987, ISBN 0-8195-5173-2.
- How to Reconcile Greeks and Trojans. North-Holland Press, Amsterdam 1983, ISBN 0-444-85576-9.
- Essays in Ancient and Modern Historiography. University Press, Middletown, Conn. 1977, ISBN 0-8195-5010-8.
- Hochkulturen im Hellenismus. Die Begegnung der Griechen mit Kelten, Juden, Römern und Persern („Alien Wisdom. The Limits of Hellenization“). Beck, München 1979, ISBN 3-406-06790-5 (Beck’sche schwarze Reihe; Bd. 190).
- The Development of Greek Biography. Four Lectures. University Press, Cambridge, Mass. 1971, ISBN 0-674-20040-3.
- Contributo alla storia degli studi classici, 10 Bände, Edizioni di Storia e Letteratura, Roma 1955–2012.